# Esclua
|  | Per a altres significats, vegeu «Esclua de Narbona». |

Esclua (Cerdanya, abans del 885 - Cerdanya, 924) va ser un capellà de Cerdanya que el 886 es feu consagrar bisbe d'Urgell i n'expulsà el legítim titular. A més, es proclamà metropolità dels bisbats catalans i, amb aquesta pretesa autoritat, el 888 va crear el bisbat de Pallars. Aquesta acció és el primer intent d'independització dels bisbats catalans de la jurisdicció de Narbona.
Esclua era un clergue de Cerdanya que devia ser potentat d'aquella comarca. El seu patrimoni, que llegava en morir l'any 924, radicava als termes de les viles de Ger i d'All i, a més, fou propietari del castell de Montgrony, que vengué als comtes Guifré el Pilós i la seva dona Guinedilda abans del juny de 885. Aquesta venda ha fet pensar que almenys un any abans d'usurpar el bisbat d'Urgell, Esclua ja es proposava de canviar les directrius de la seva vida, ja que es desprenia dels seus honors civils.
A finals del 885, Teodald, arquebisbe de Narbona i metropolità dels bisbats catalans, es trobava a Roma i, al mateix temps, una greu malaltia afectava Ingobert, bisbe titular d'Urgell. Esclua va aprofitar aquesta situació i, per les festes de Nadal del 885-886, va anar a Gascunya i es va fer consagrar bisbe d'Urgell per dos bisbes d'aquell país. Es creu que va col·laborar en això el comte Ramon de Pallars-Ribagorça. Al maig del 886 ja veiem actuar Esclua com a bisbe d'Urgell expulsant Ingobert, el legítim titular d'aquest bisbat.
El 887 mor el bisbe de Girona Teuter, i l'arquebisbe de Narbona el fa succeir pel llenguadocià Servus-Dei, que sembla d'Agde. El comte Sunyer II d'Empúries i el seu germà Delà no accepten Servus-Dei i, posats d'acord amb Esclua i aquest amb els bisbes Gotmar de Vic i Frodoí de Barcelona, consagren Ermemir com a bisbe de Girona i desposseeixen Servus-Dei.
El 888 Esclua, d'acord amb el comte Ramon de Pallars-Ribagorça, a qui devia la investidura d'Urgell, segregà del seu bisbat el territori dels comtats d'aquest per crear el bisbat de Pallars i hi nomenà com a bisbe Adolf de Pallars. Esclua va esdevenir arquebisbe i tenia com a sufraganis els bisbes de Barcelona, Girona, Vic i Pallars amb el suport dels comtes d'Empúries i de Pallars-Ribagorça, i una tolerància inhibida de Guifré. Al mateix temps que prometia al comte Sunyer II restaurar el bisbat d'Empúries. Tot plegat es considera el primer intent conegut d'independitzar de Narbona l'Església catalana.
Guifré el Pilós, comte de Barcelona, Girona, Osona, Urgell i Cerdanya, no podia pas tolerar la creació dels bisbats de Pallars i d'Empúries, que retallarien el territori dels bisbats d'Urgell i de Girona, situats en comtats seus. A més, Guifré era amic de l'arquebisbe de Narbona; per això, s'enfrontà als partidaris d'Esclua. Per la seva banda, el comte Sunyer II d'Empúries va ocupar el comtat de Girona confiant que l'hi concedís el rei franc, a la cort del qual havia acudit.
L'any 890 va tenir lloc la reunió conciliar de Port (Llenguadoc) per posar fi al cisma del bisbe Esclua d'Urgell. Va ser convocada per l'arquebisbe Teodald de Narbona, amb l'assistència dels arquebisbes de Nimes, Ais de Provença i Embrun i els seus bisbes sufraganis. En aquesta reunió fou condemnat el cisma però absolt el bisbe Gotmar de Vic, que havia participat en la rebel·lió i que demanà perdó. Fou desautoritzada la conducta del comte Sunyer d'Empúries i acordada la modificació del privilegi del rei Odó al bisbe de Vic Gotmar del 889, que lesionava els drets del comte Guifré I el Pelós.
El 892, el sínode de la Seu d'Urgell posà fi a la crisi eclesiàstica als comtats catalans destituint Esclua i el bisbe sufragani Ermerir (ordenat per aquell). Els bisbes de Barcelona i de Vic, còmplices d'Esclua, van conservar els bisbats perquè l'arquebisbe de Narbona els va perdonar. El bisbe Adolf continuà en el càrrec fins a la mort, moment en què el bisbat de Pallars tornà al d'Urgell. Havent estat condemnats i excomunicats, Esclua i Ermerir foren ignominiosament deposats de llurs insígnies episcopals: despullats davant tothom dels induments episcopals i estripats aquests, trencats els seus bàculs sobre els seus caps i arrencats els seus anells dels seus dits, foren expulsats de tot ordre clerical i deposats.
Com que aquest conflicte el resolgueren els comtes catalans i no pas el rei franc, l'escàndol Esclua és una prova que els comtats catalans anaven cap a la independència del poder franc.
Esclua va morir a la Cerdanya el 924 i deixà els seus béns en usdefruit al seu germà Ègila, i definitivament a l'Església i el capítol d'Urgell.